# 杨恩孚
杨恩孚（1908年—1977年），又名恩福，男，祖籍浙江绍兴，生于湖北京山，中国营养学家，曾任中国医学科学院卫生研究所研究员。